# A-League
A-League – piłkarskie rozgrywki ligowe na najwyższym szczeblu w Australii, które są organizowane i zarządzane przez Football Federation Australia. Liga została założona w 2004, występuje w niej 11 drużyn australijskich oraz 1 drużyna z Nowej Zelandii. Głównym sponsorem ligi jest koncern Hyundai Motor Company stąd oficjalna nazwa ligi to Hyundai A-League.

## Historia
Przed założeniem A-League w latach od 1977 do 2004 istniała liga narodowa National Soccer League (NSL). Liga NSL w ostatnich sezonach przechodziła kryzys. Niektóre kluby miały problemy finansowe, jednak głównym problemem ówczesnej ligi była jej słaba organizacja. Umowa z telewizją Seven Network doprowadziła do tego, że NSL niemal całkowicie znikła z ekranów co w konsekwencji odbiło się brakiem sponsorów i upadkiem ligi. W październiku 2003 Football Federation Australia (FFA) ogłosiła zorganizowanie nowych rozgrywek krajowych, prace nad nową formułą ligi, prowadzone były przez Franka Lőwy (również pionier stworzenia NSL). W porównaniu z NSL liczba drużyn została zmniejszona z 13 do 8 zespołów. Do lipca 2004 otrzymano 12 wniosków zgłoszeniowych na udział w A-League (trzy pochodziły z Melbourne, choć tylko jedno miejsce przypadało na każde miasto). W listopadzie 2004 wybrano ósemkę drużyn, które miały występować od nowego sezonu w A-League. Cztery z wybranych klubów wcześniej występowało w NSL i były to: Adelaide United, Newcastle Jets, Perth Glory i New Zealand Knights FC (obecnie zlikwidowany, założony jako Football Kingz Football Club). W tym samym czasie została podpisana umowa z koncernem Hyundai Motor Company na sponsorowanie ligi oraz umowa telewizyjna z Fox Sports.
Na promocję ligi wydano 3 mln AU$, kapania reklamowa przeprowadzana była głównie na kanałach sportowych. W pierwszym sezonie (2005/06) na stadionach A-League zasiadło niemal milion kibiców. W sezonie 2009/10 liczba drużyn została zwiększona do 10. Od sezonu 2010/11 w lidze występuje drugi zespół z Melbourne - Melbourne Heart FC.
W dniu 13 grudnia 2018 roku zarząd FFA ogłosili rozszerzenie rozgrywek o dwa nowe kluby: Western Melbourne Group i Macarthur South West United FC. Klub Western Melbourne dołączy do rozgrywek od sezonu 2019/2020, natomiast Macarthur South West United FC od sezonu 2020/2021.

## Forma rozgrywek[6]

### Sezon zasadniczy
Regularne rozgrywki ligowe rozpoczynają się w październiku i trwają do kwietnia lub maja. Rozgrywki składają się z 27 kolejek, w trakcie których drużyny trzy razy spotykają się ze sobą. Jeżeli drużyna dwa razy w danym sezonie gra z przeciwnikiem u siebie, w następnym sezonie następuje odwrócenie sytuacji. Zespół z największa liczbą punktów zajmuje najwyższe miejsce. W wypadku gdy liczba punktów jest taka sama, wówczas zespoły układane są zgodnie z następującymi zasadami:
1. najwyższa różnica bramek
2. liczba zdobytych bramek
3. liczba zdobytych punktów między zespołami zainteresowanymi
4. różnica bramek w meczach zainteresowanych drużyn
5. liczba bramek zdobytych w meczach zainteresowanych drużyn
6. najniższa liczba zdobytych czerwonych kartek
7. najniższa liczba zdobytych żółtych kartek
8. rzut monetą (ang. toss of a coin)

W przeciwieństwie do lig europejskich nie istnieje system degradacji ani awansu do niższej lub wyższej ligi.

### Seria finałowa
W serii finałowej rozgrywek uczestniczy 6 najlepszych drużyn sezonu zasadniczego. Zespoły, które na koniec sezonu zasadniczego zajęły miejsca od 3 do 6 rozpoczynają zmagania od rundy eliminacyjnej. Natomiast drużyny z miejsc 1 i 2 zaczną swój udział od fazy półfinałowej w której to zmierzą się ze zwycięzcami rundy eliminacyjnej (drużyny z miejsc 3–6). Zespoły, które wygrają swoje mecze w fazie półfinałowej awansują do Grand Final.

## Składy i wynagrodzenia
Minimalna liczba piłkarzy w każdej drużynie musi wynosić 20 graczy, a maksymalnie 23. Każdy klub ma pułap wynagrodzeń w wysokości do 2,35 mln AU$ na cały zespół prócz tzw. gracza marquee player. Natomiast gwiazdy (ang. marquee player) danej drużyny mają większe wynagrodzenie, nie podlegają one pułapowi wynagrodzeń i są dość dobrze opłacane (np. Dwight Yorke w sezonie inauguracyjnym reprezentował Sydney FC). Od sezonu 2008-09 drużyny mogą płacić również wyższe wynagrodzenie tzw. junior marquee, czyli graczowi, który jeszcze nie ukończył 23 lat. Może on otrzymywać do 150 tys. AU$, które nie wchodzi w pułap wynagrodzeń. W każdym zespole musi być co najmniej trzech graczy poniżej 20. roku życia. Maksymalnie może występować 5 zawodników spoza Australii i Nowej Zelandii oraz kluby mogą posiadać dodatkowego gracza, który należy do Azjatyckiej Federacji Piłki Nożnej.

## Kluby (2022/2023)
| Klub                        | Siedziba                          | Lata występów w lidze | Stadion                                          |
| --------------------------- | --------------------------------- | --------------------- | ------------------------------------------------ |
| Kluby w sezonie 2022/2023:  |                                   |                       |                                                  |
| Adelaide United FC          | Adelaide (Australia Południowa)   | 2005 –                | Hindmarsh Stadium                                |
| Brisbane Roar FC            | Brisbane (Queensland)             | 2005 –                | Lang Park                                        |
| Central Coast Mariners FC   | Gosford (Nowa Południowa Walia)   | 2005 –                | Central Coast Stadium                            |
| Macarthur FC                | Sydney (Nowa Południowa Walia)    | 2020 –                | Campbelltown Stadium                             |
| Melbourne City FC           | Melbourne (Wiktoria)              | 2010 –                | Melbourne Rectangular Stadium                    |
| Melbourne Victory FC        | Melbourne (Wiktoria)              | 2005 –                | Melbourne Rectangular Stadium, Stadion Docklands |
| Newcastle United Jets FC    | Newcastle (Nowa Południowa Walia) | 2005 –                | Newcastle International Sports Centre            |
| Perth Glory FC              | Perth (Australia Zachodnia)       | 2005 –                | Perth Oval                                       |
| Sydney FC                   | Sydney (Nowa Południowa Walia)    | 2005 –                | Sydney Football Stadium                          |
| Wellington Phoenix FC       | Wellington (Nowa Zelandia)        | 2007 –                | Westpac Stadium                                  |
| Western Sydney Wanderers FC | Sydney (Nowa Południowa Walia)    | 2013 –                | Western Sydney Stadium                           |
| Western United FC           | Melbourne (Wiktoria)              | 2019 –                | Kardinia Park                                    |
| Kluby wycofane z rozgrywek: |                                   |                       |                                                  |
| Gold Coast United FC        | Gold Coast (Queensland)           | 2009 – 2012           | Robina Stadium                                   |
| New Zealand Knights FC      | Auckland (Nowa Zelandia)          | 2005 – 2007           | North Harbour Stadium                            |
| North Queensland Fury FC    | Townsville (Queensland)           | 2009 – 2011           | Willows Sports Complex                           |
| Sydney Rovers FC            | Sydney (Nowa Południowa Walia)    | nie przystąpił        | –                                                |

Legenda do mapy:

    kluby występujące w rozgrywkach;

    kluby, które dołączą do rozgrywek;

    kluby wycofane z rozgrywek.

## Triumfatorzy rozgrywek A-League
| Sezon     | Sezon zasadniczy            | Mistrz                    |
| --------- | --------------------------- | ------------------------- |
| 2005/2006 | Adelaide United             | Sydney FC                 |
| 2006/2007 | Melbourne Victory FC        | Melbourne Victory FC      |
| 2007/2008 | Central Coast Mariners FC   | Newcastle United Jets     |
| 2008/2009 | Melbourne Victory FC        | Melbourne Victory FC      |
| 2009/2010 | Sydney FC                   | Sydney FC                 |
| 2010/2011 | Brisbane Roar               | Brisbane Roar             |
| 2011/2012 | Central Coast Mariners FC   | Brisbane Roar             |
| 2012/2013 | Western Sydney Wanderers FC | Central Coast Mariners FC |
| 2013/2014 | Brisbane Roar               | Brisbane Roar             |
| 2014/2015 | Melbourne Victory FC        | Melbourne Victory FC      |
| 2015/2016 | Adelaide United             | Adelaide United           |
| 2016/2017 | Sydney FC                   | Sydney FC                 |
| 2017/2018 | Sydney FC                   | Melbourne Victory FC      |
| 2018/2019 | Perth Glory FC              | Sydney FC                 |
| 2019/2020 | Sydney FC                   | Sydney FC                 |
| 2020/2021 | Melbourne City FC           | Melbourne City FC         |
| 2021/2022 | Melbourne City FC           | Western United            |

## Sędziowie
Mecze A-League 2022/23 są sędziowane przez arbitrów z Australii i Iranu. Poniżej przedstawiono listę arbitrów głównych

### Australia
- Adam Kersey
- Jonathan Barreiro
- Alex King
- Kurt Ams
- Daniel Elder
- Ben Abraham
- Shaun Evans
- Jack Morgan
- Tim Danaskos
- Chris Beath (FIFA)
- Lachlan Keevers
- Stephen Lucas
- Casey Reibelt (FIFA)

### Iran
- Alireza Faghani (FIFA)

## Telewizja
Hyundai A-League jest stosunkowo niewielką ligą międzynarodową, z małą emisją w porównaniu z dużymi europejskimi ligami (np. Premier League, Serie A). W krajach, w których są nadawane mecze z A-League, żyją większe grupy imigrantów z Australii.
- Australia – Fox Sports (mecze na żywo i skróty)
- Nowa Zelandia – SKY Sport (mecze na żywo i skróty)
- Stany Zjednoczone – Fox Soccer Channel (jeden mecz i skróty)
- Hongkong – Cable TV Hong Kong (jeden mecz na tydzień i skróty)
- Kanada – Fox Sports World (skróty)
- Wielka Brytania – Sky Sports (skróty oraz seria finałowa i Grand Final (na żywo))

A-League jest bardziej dostępna dla świata dzięki stronie The-Afc.tv, która na żywo relacjonuje mecze. Strona oficjalnie współpracuje z AFC, pokazując mecze na żywo z lig oraz turniejów azjatyckich.